# NGC 2749
NGC 2749 (również PGC 25508 lub UGC 4763) – galaktyka eliptyczna (E3), znajdująca się w gwiazdozbiorze Raka. Odkrył ją Heinrich Louis d’Arrest 5 marca 1862 roku.